# Producto viable mínimo

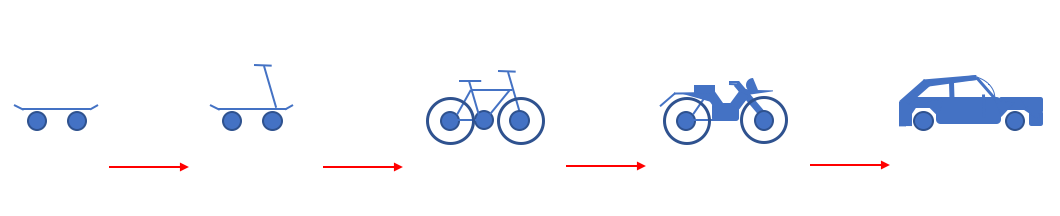
Diagrama que ilustra cómo se puede empezar a desarrollar y lanzar un producto mínimo viable.

En desarrollo de producto, el producto viable mínimo (MVP, del inglés Minimum Viable Product) es un producto con suficientes características para satisfacer a los clientes iniciales, y proporcionar retroalimentación para el desarrollo futuro. Algunos expertos sugieren que en B2b un MVP también significa vendible: "no es un MVP hasta que lo vendes. Viable significa que lo puedes vender".
Aprender de un MVP es a menudo menos caro que desarrollar un producto con más características, las cuales aumentan costes y riesgo si el producto falla, por ejemplo, debido a suposiciones incorrectas. El término MVP fue acuñado por Frank Robinson aproximadamente en 2001, y popularizado por Steve Blank, y Eric Ries. Construir un MVP puede involucrar llevar a cabo análisis de mercado.

## Descripción
Un producto viable mínimo tiene solo las características básicas suficientes para lanzar el producto, y no más. Los desarrolladores típicamente lanzan el producto para un subconjunto de los posibles clientes, como los "primeros seguidores", que son más tolerantes, más propensos a dar retroalimentación y capaces de captar la visión de producto a partir de un prototipo temprano. Esta estrategia va enfocada a evitar la construcción de productos que los clientes no quieren y busca maximizar la obtención de información sobre el cliente con respecto a los gastos. "El producto mínimo viable es la versión de un nuevo producto que un equipo utiliza para obtener la cantidad máxima de conocimiento validado sobre los clientes con el menor esfuerzo". Las palabras máximo y mínimo no se utilizan formulaicamente. Se requiere una evaluación del contexto para que el alcance del MVP tenga sentido.
Un MVP puede ser parte de la estrategia y el proceso para vender un producto a los clientes. Es un artefacto central en un proceso iterativo de generación de ideas, creación de prototipos, presentación, recopilación de datos, análisis y aprendizaje. Con un MVP se busca minimizar el tiempo total gastado en una iteración. El proceso se itera hasta que se obtiene un producto que se ajusta al mercado, o se llega a la conclusión del que el producto no es viable.
Steve Blank típicamente refiere a producto viable mínimo como conjunto mínimo de características.

### Propósitos
- Ser capaz de probar una hipótesis de producto con recursos mínimos
- Acelerar el aprendizaje
- Reducir el desperdicio de horas de ingeniería
- Presentar el producto a los "primero seguidores" tan pronto como sea posible
- Como base para otros productos
- Para demostrar las habilidades de un constructor en la elaboración del producto requerido

### Pruebas
- Los resultados de una prueba de un PMV (producto mínimo viable) se enfocan en averiguar si, para empezar, el producto debe ser construido. Las pruebas evalúan si el problema u objetivo inicial se resuelve de un modo que indique que tiene sentido continuar.

### Citas notables
- Steve Blank: "Estás vendiendo la visión y entregando el conjunto mínimo de características a visionarios, no a todo el mundo."

### Mercadeo
Liberar y evaluar el impacto de un producto mínimo viable es una estrategia de prueba de mercado que se utiliza para detectar ideas de productos poco después de su generación. Esta estrategia es facilitada por herramientas de desarrollo de rápido de aplicaciones y lenguajes para el desarrollo de aplicaciones web.
El MVP difiere de la estrategia de pruebas convencionales de mercado que invierten tiempo y dinero en implementar un producto antes de probarlo en el mercado. El MVP tiene la intención de asegurar que el mercado quiere el producto antes de realizar una gran inversión de tiempo y dinero. El MVP también difiere de las metodologías de código abierto de lanzamiento temprano y liberación frecuente que escucha a los usuarios, permitiéndoles definir las características y el futuro del producto. El MVP comienza con una visión de producto, que se mantiene a lo largo de todo el ciclo de vida del producto, aunque se adapta sobre la base de las opiniones explícitas e implícitas (medidas indirectas) de potenciales futuros clientes del producto.
El MVP es una estrategia que puede utilizarse como parte de la metodología de desarrollo de clientes de Steve Blank, que se centra en la iteración y el refinamiento continuos de productos basados en la retroalimentación de los clientes. Adicionalmente, la presentación de productos y características no existentes puede ser refinada usando pruebas de hipótesis estadísticas, como pruebas A / B.
El método general de liberar primero, y codificar después es similar a la metodología programación ágil conocida como desarrollo guiado por pruebas donde las pruebas de unidad se escriben primero y fallan hasta que se escribe el código que las satisface.

### Lienzo de Modelo de Negocio
El Lienzo de Modelo de Negocio se utiliza para mapear los principales componentes y actividades de una empresa que comienza. El producto viable mínimo se puede diseñar usando los componentes seleccionados del Lienzo de Modelo de Negocios:
- Clientes
- Proposición de valor
- Canales
- Relaciones

## Aplicaciones emergentes
Los conceptos de producto viable mínimo también son aplicados en otros aspectos de las organizaciones emprendedoras

### Tecnología viable mínima (MVT)
Los equipos técnicos corren el riesgo de caer en sobreingenieria que los lleva a construir castillos en el cielo en vez de resolver los problemas que tiene enfrente, La solución a ese problema es construir la tecnología mínima, que demuestre que producto y sus previsibles iteraciones adicionales son viables, y después iterar y mejorarlo las cosas sobre la base de la experiencia real de los usuarios.

### Cofundador mínimo viable
Encontrar otras personas para crear un producto viable mínimo es un reto común para compañías nuevas. El concepto de cofundador mínimo viable está basado en buscar un cofundador con los atributos siguientes:
- Confianza
- Habilidad excepcional para construir o vender
- Compromiso con la compañía
- Personalidad agradable
- Productividad
- Razonable
- Racional
- Realista

### Equipo viable mínimo
Los fundadores con una compañía de etapa temprana se enfrentan al reto de construir un equipo con el mínimo de costos y personal. El proceso inicial listando las funciones básicas de la compañía (por ejemplo ingeniería, operaciones, finanzas) y luego simplificando las actividades abstractas de trabajo que la compañía debe tener para operar.